# Jeanne Stuart (1428-1493)
Jeanne Stuart ou Jeanne d'Écosse (née en 1428 et morte le 22 juin 1493 à Dalkeith), est une des filles de Jacques Ier d'Écosse et de Jeanne Beaufort. Elle est connue sous le nom de muta domina de Dalkeith.

## Biographie
Né en Écosse en 1428, elle est la troisième fille de Jacques Ier d'Ecosse et Jeanne Beaufort. Jeanne avait deux jeunes frères, dont le roi Jacques II, et cinq sœurs. Sourde, l'on rapporte que Jeanne utilisait la langue des signes pour communiquer, y compris en  public, même si c'était à l'époque considéré comme impoli.
Jeanne fut originellement fiancée au 3e comte d'Angus le 18 octobre 1440, mais il mourut sans descendance en 1446 avant que le  mariage n'ait eu lieu. En 1445 elle est envoyée en France et ne revint en Écosse qu'en 1457. Elle avait été promise au dauphin de France mais le mariage n'a pas eu lieu, probablement en raison de sa surdité.
Jeanne épousa finalement avant le 15 mai 1459 le 4e baron Dalkeith, qui fut alors élevé au rang de comte de Morton. Une dispense papale leur fut accordée le 7 janvier 1463 ou 1464 pour leur parenté aux second et troisième degrés. 
La comtesse Jeanne mourut en 1493, précédant son mari de quatre mois.

### Union et descendance
De son union avec Jacques Douglas, Jeanne eut quatre enfants :
- John Douglas, 2e comte de Morton (1466-1513), tué à la Bataille de Flodden Field.
- James Douglas (?-1480)
- Janet Douglas, épouse avant le 1er février 1480 ou 14881 Sir Patrick Hepburn, comte de Bothwell.
- Elizabeth Douglas.

### Sources
- (en) Cet article est partiellement ou en totalité issu de l’article de Wikipédia en anglais intitulé « Joan Stewart, Countess of Morton » (voir la liste des auteurs).